# 확장 파일 시스템
ext(extended file system, 확장 파일 시스템)는 리눅스용 파일 시스템 가운데 하나로 만든 이는 스테펜 트위디(Stephen Tweedie)이다. 1992년 4월에 처음 모습을 드러냈으며 오늘날 많은 리눅스 배포판에서 주 파일 시스템으로 쓰이고 있다.

## 종류
- ext2
- ext3
- ext4

## 같이 보기
- 파일 시스템 목록